# Spökflickan
Spökflickan (engelska originalets titel: Ghost Girl) är en verklighetsbaserad roman av Torey Hayden från 1991.
Boken beskriver hur Hayden i sitt arbete som speciallärare kommer i kontakt med en flicka, Jadie, som går i hennes specialklass. Jadie lider av selektiv mutism, en störning som gör att personen inte vågar prata med omgivningen. Eftersom Hayden tidigare arbetat med sådana barn lyckas hon direkt få till en kontakt till Jadie. Efterhand börjar Jadie för Hayden beskriva hur hon blir osynlig och att hon då är ett spöke, och att hon då träffar andra personer som också är spöken, därav titeln på boken. Hon börjar därefter berätta sina upplevelser med dessa andra personer, och beskrivningarna om vad som händer Jadie och hennes syskon blir mer och mer fasansfulla och oroande, med inslag av Satanism. Hayden lyckas till slut få myndigheternas uppmärksamhet och Jadie och hennes syskon blir fosterhemsplacerade. Trots en noggrann polisutredning vet ingen vad som verkligen hände. 
Boken har ett långt efterord där Hayden beskriver sina teorier om vad som verkligen hände, ett krav för att boken skulle bli publicerad över huvud taget.